# Gonguembo
Gonguembo és un municipi de la província de Kwanza-Nord. Té una extensió de 1.400 km² i 6.865 habitants. Comprèn les comunes de Camame, Cavunga i Quilombo dos Dembo. Limita al nord amb els municipis de Bula Atumba i Banga, a l'est amb el de Lucala, al sud amb el de Golungo Alto, i a l'oest amb el de Pango-Aluquém.